# Alberto Contrera
Alberto Cirilo Contrera Giménez (Asunción, 14 febbraio 1992) è un calciatore paraguaiano, centrocampista dello Sportivo Ameliano.

## Caratteristiche tecniche
È un centrocampista centrale.

## Carriera
È cresciuto nelle giovanili dell'Olimpia.